# Gorzanów

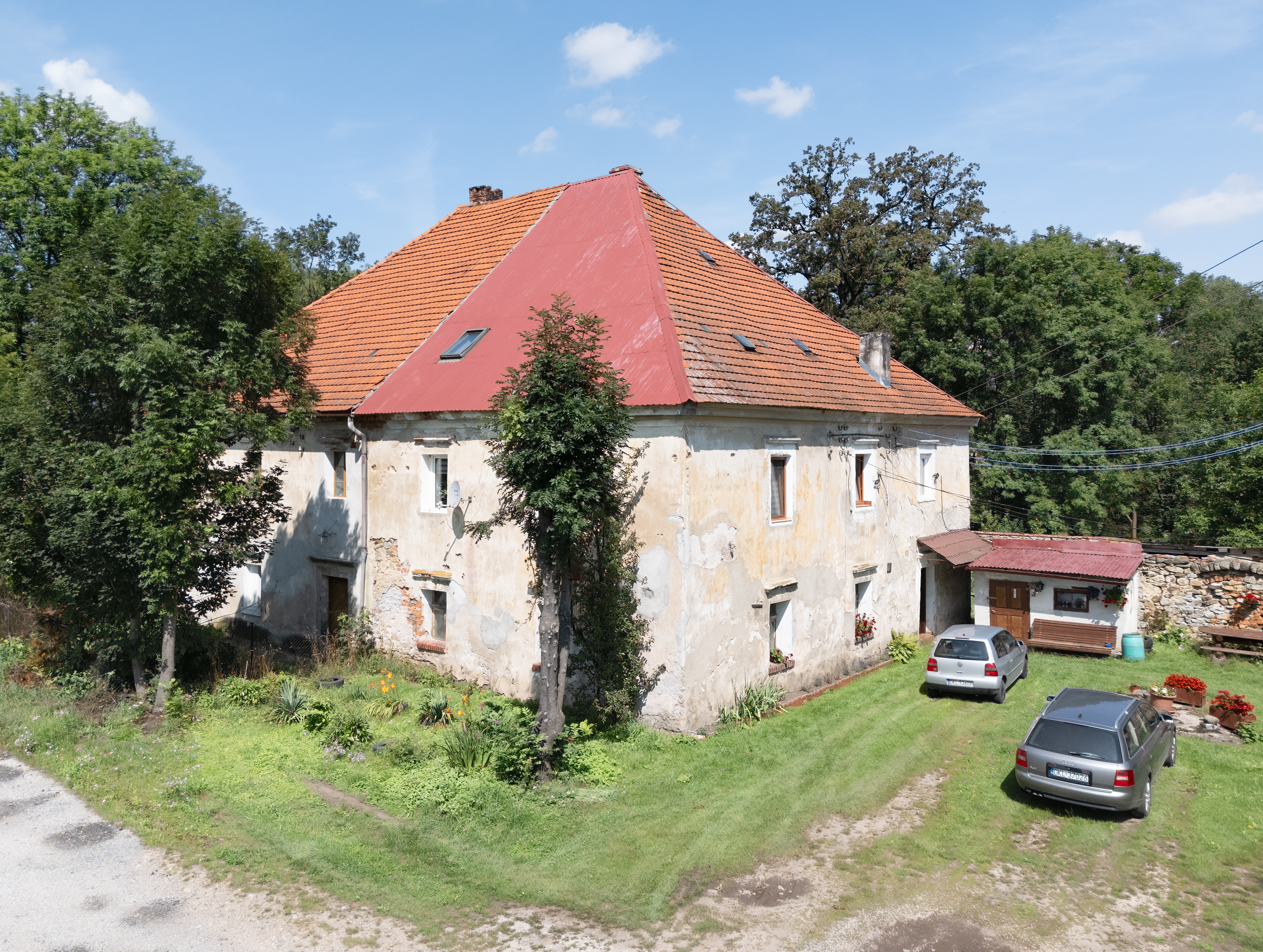
Dwór Muszyn w Gorzanowie

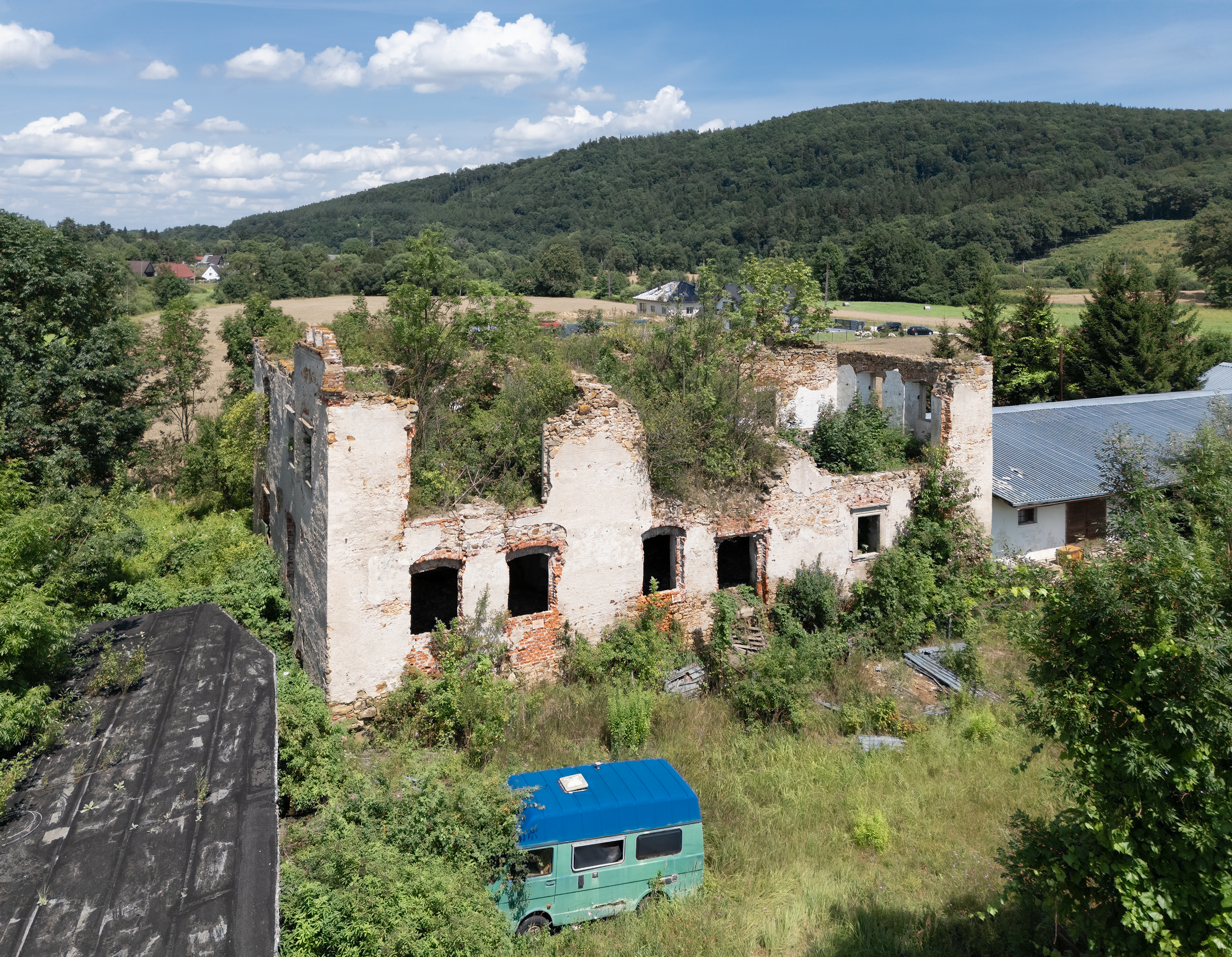
Dwór Raczyn w Gorzanowie

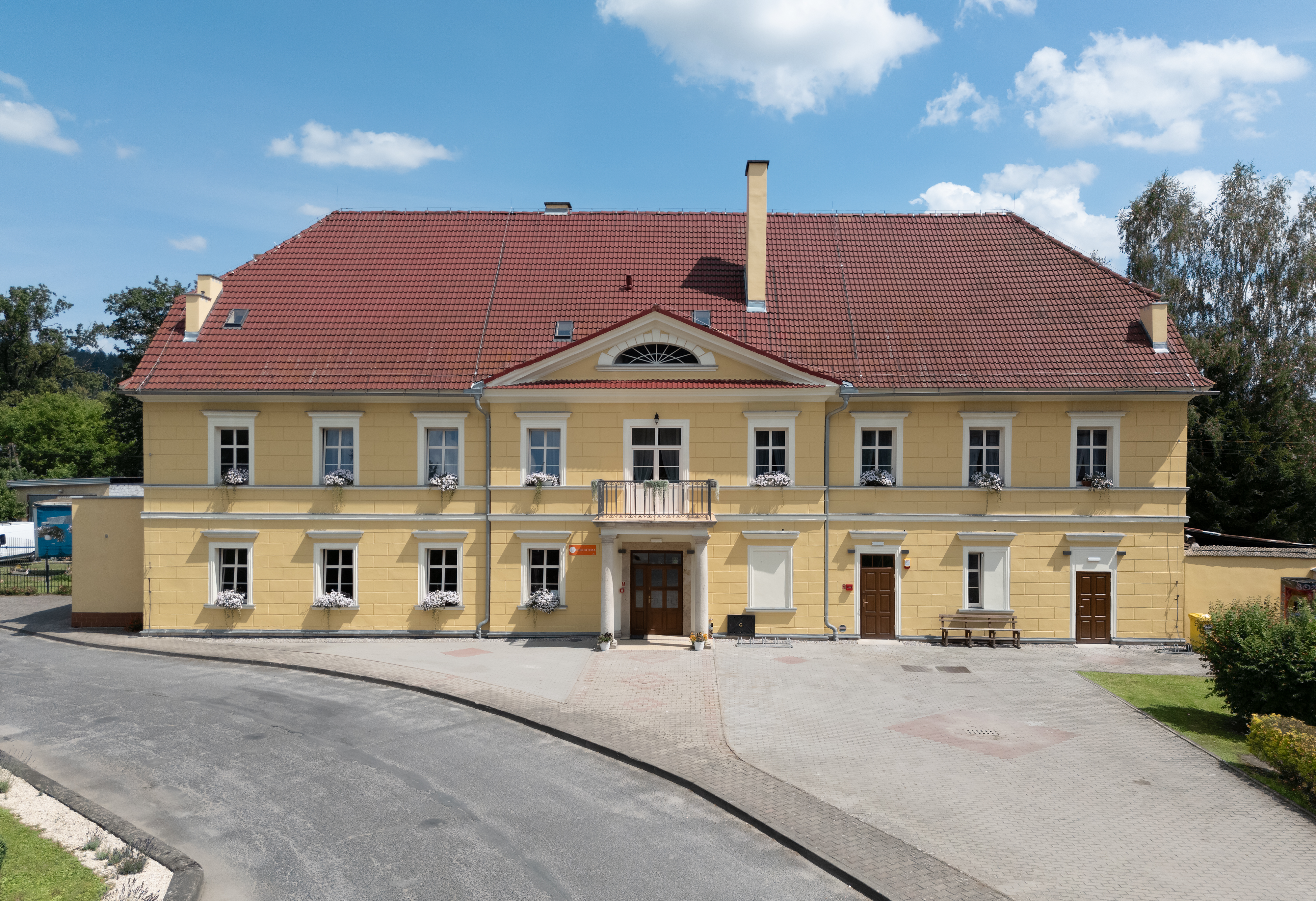
Wiejski Ośrodek Kultury w Gorzanowie

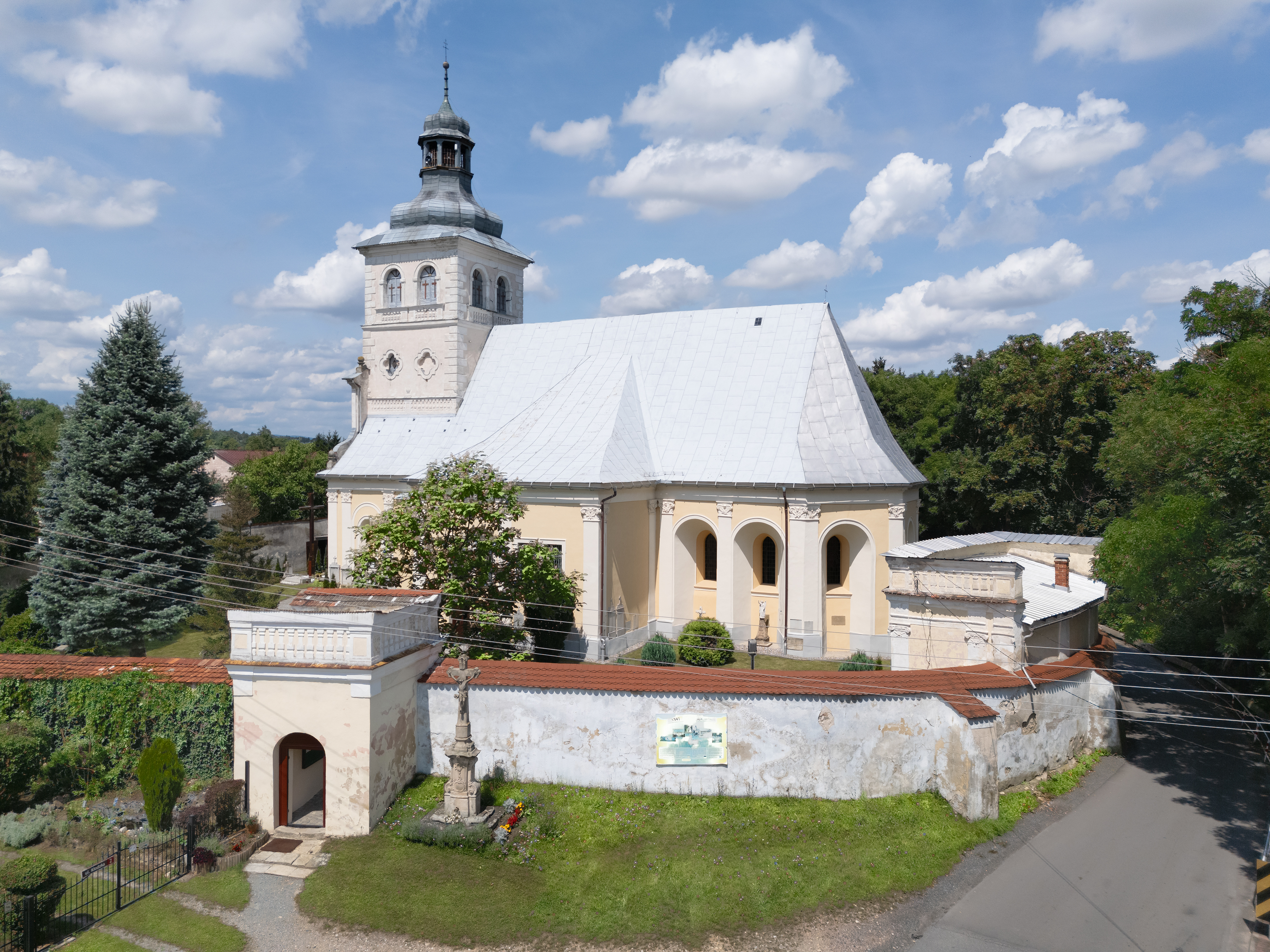
Kościół św. Marii Magdaleny w Gorzanowie

Gorzanów (niem. Grafenort) – wieś w Polsce, położona w województwie dolnośląskim, w powiecie kłodzkim, w gminie Bystrzyca Kłodzka, nad Nysą Kłodzką, w Rowie Górnej Nysy, na pograniczu Wysoczyzny Łomnicy i Obniżenia Bystrzycy Kłodzkiej, u stóp Krowiarek, na wysokości około 310–325 m n.p.m.
W latach 1945–1954 siedziba gminy Gorzanów. W latach 1954–1972 wieś należała i była siedzibą władz gromady Gorzanów. W latach 1975–1998 wieś administracyjnie należała do województwa wałbrzyskiego.
| SIMC    | Nazwa  | Rodzaj     |
| ------- | ------ | ---------- |
| 0851347 | Muszyn | przysiółek |

## Historia
Początki Gorzanowa sięgają XII wieku, kiedy istniał tu gród obronny. Na początku XIV wieku powstał tu zamek królewski, który został zniszczony w roku 1470 na skutek walk mieszczan wrocławskich z królem czeskim Jerzym z Podiebradów. W XIV wieku były tu: szkoła, parafia, piekarnia, młyn wodny i kuźnica.  W czasie wojny trzydziestoletniej obu protestanckim właścicielom wsi skonfiskowano majątki, kilka lat później Gorzanów kupił hrabia von Annaberg. Trzydzieści lat później wieś kupił Jan von Herberstein, którego rodzina posiadała Gorzanów aż do XX wieku. Wiek XIX to okres dynamicznego rozwoju gospodarczego, kulturalnego i turystycznego wsi. W Gorzanowie działały wtedy: szkoła, młyny wodne, tartaki i browar. Na udostępnionym do zwiedzania zamku istniał zawodowy teatr, a we wsi była lokalna sekcja Kłodzkiego Towarzystwa Górskiego.

## Zabytki
Do wojewódzkiego rejestru zabytków wpisane są obiekty:
- zespół zamkowy z 1570 r., przebudowany w latach 1653–1657[10] i w XIX w.:
  - zamek w Gorzanowie – monumentalny, renesansowy zespół zamkowy z XVI–XVII wieku
  - ściana kurtynowa południowa
  - ściana kurtynowa północna
  - ściana kurtynowa zachodnia
  - park
  - zabudowania gospodarcze
  - oficyna mieszkalno-gospodarcza
  - oficyna, ul. Podzamcze 7/8
  - oficyna-browar, ul. Podzamcze 12
- zespół kościoła parafialnego:
  - kościół św. Marii Magdaleny w Gorzanowie, parafialny, zabytkowy. Pierwsze wzmianki o grodzie warownym i kościele pochodzą z II połowy XIV wieku. Do roku 1546 współwłaścicielami Gorzanowa były rodziny Raczynów i Muszynów. W roku 1657, za sprawą rodziny ówczesnego właściciela wsi, hrabiego Jana Fryderyka Herbersteina, na miejscu spalonego kościoła wzniesiono nowy, w stylu renesansowym, zaprojektowany przez Lorenza Nicelliego i Andrei Carovego; ze starego kościoła zachowano gotyckie prezbiterium. W roku 1658 bp von Hornau konsekrował nową świątynię, która była jeszcze przebudowywana w XVIII wieku w stylu barokowym. Kościół jest orientowany, jednonawowy, posiada wieżę a ołtarz główny, datowany w przybliżeniu na 1770 r., został prawdopodobnie wykonany przez Michała Ignacego Klahra[11].
  - kaplica pw. Pana Jezusa z XVIII w.
  - kaplica cmentarna „Memento mori” z XVIII w.
  - kaplica św. Barbary w Gorzanowie[12] z XVIII w.
  - ogrodzenie z bramami
  - krzyż, przy wejściu na cmentarz kościelny
- kaplica odpustowa pw. św. Antoniego Padewskiego zbudowana w pierwszej połowie XVIII w. na Górze Dębowej
- dwór Muszyn, przy ul. Bystrzyckiej 8 z 1571 roku, przebudowany w 1821 r.
- dwór Raczyn, ul. Polna, z 1573 roku, przebudowany w XX w.
- dom przy ul. Bystrzyckiej 1 z połowy XVIII w., przebudowany w XIX w.
- dom przy ul. Kłodzkiej 1 z XIX w.[13].

inne
- gródek (zameczek) położony na wzniesieniu na terenie parku pałacowego od północy, pomiędzy pałacem a kościołem, zniszczony podczas wojen husyckich (1419–1436). Podgrodziem gródka mógł być Raczyn. Jego resztki były widoczne w XVIII w.[1]

## FiliaGroß-Rosen
W miejscowości od schyłku marca 1945 do 8 V 1945 znajdowała się filia obozu koncentracyjnego Groß-Rosen, w której przetrzymywano 200 polskich Żydówek. Więźniarki pracowały przy kopaniu okopów, a także w okolicznych zakładach przemysłowych i gospodarstwach rolnych.

## Szlaki turystyczne
W Gorzanowie rozpoczyna się  szlak turystyczny prowadzący przez Hutę i Schronisko PTTK „Jagodna”, do Bystrzycy Kłodzkiej.